# 王軾 (乾隆進士)
王軾（？—？），新城人，清朝政治人物。进士出身。

## 生平
乾隆五十二年，登進士。嘉庆八年（1803年），擔任清朝廣州府南海縣知縣。后由謝濤接任。